# Guillermo Ortiz
Guillermo Ortiz, teljes nevén Guillermo Ortiz Camargo (1939. június 25. – 2009. december 17.) mexikói válogatott labdarúgó, csatár.

## Pályafutása
Klubkarrierjével kapcsolatban csak az első állomáshelyéről tudunk biztos információt. Már juniorként a Necaxa kötelékébe tartozott, és felnőttként is itt szerepelt először. A piros-fehérekkel egyszeres kupagyőztes.
A mexikói válogatottal részt vett az 1962-es vb-n. A nemzeti csapatban tizenegy meccsen öt gólt szerzett.

## Sikerei, díjai
Club Necaxa
- Mexikói kupa: 1959–60